# 特里溫福 (帕拉伊巴州)
特里温富是巴西帕拉伊巴州的一个市镇。总面积222.947平方公里，总人口9537人，人口密度42.8人/平方公里。